# Rød hestekastanje
Rød hestekastanje (Aesculus x carnea) er et mellemstort, løvfældende træ med en lavt kuplet krone og krogede, udstående grene. Frugterne indeholder giftigt saponin og kan ikke spises. Træet er en hybrid mellem den almindelige hestekastanje og en nordamerikansk hestekastanje-art (A. pavia).

## Beskrivelse
Barken er først grøn- eller rødgrå med tydelige korkporer. Senere bliver den grågrøn med svagt lyserøde striber. Til sidst er den brun med opsprækkende skæl. Knopperne er spredte, tykke og ægformede med mat, ikke fedtet overflade. Svage skud kan mangle endeknop. 
Bladene er fingrede med store, omvendt ægformede småblade. Randen er skarpt tandet og stilken ganske kort. Oversiden er meget mørkt grøn, mens undersiden er gulgrøn. Blomsterne er samlet i endestillede toppe. De enkelte blomster er gråligt-røde og uregelmæssige. Frugterne er mindre end dem hos Hestekastanje, og de sidder i skåle, som er næsten helt tornløse.
Rød hestekastanje har et kraftigt og hjerteformet rodnet med dybtgående hovedrødder. Meget ofte fås den podet på grundstamme af Hestekastanje. Den har da rod som denne. 
Højde x bredde og årlig tilvækst: 20 x 10 m (25 x 15 cm/år).

## Hjemsted
Hybrider som denne har intet økologisk hjemsted. Begge forældrearterne, Aesculus hippocastanum og A. pavia stammer fra løvskove på varm, tør og kalkholdig bund i henholdsvis Sydøsteuropa og det sydøstlige USA.
| Portal | Portal:Botanik |